# بورغ أون بريس بيروناس
نادي بورغ أون بريس بيروناس 01 لكرة القدم (بالفرنسية: Football Bourg-en-Bresse Péronnas 01)‏ نادي كرة قدم فرنسي يلعب في دوري الدرجة الثانية الفرنسي. تم تأسيس النادي في عام 1942.

## روابط خارجية
- Football Bourg-en-Bresse Péronnas 01